# Mexicana
Mexicana – nieistniejąca meksykańska linia lotnicza z siedzibą w Meksyku. Była drugą co do wielkości linią lotniczą w Meksyku po Aeroméxico. 28 sierpnia 2010 linia zawiesiła działalność i wstrzymała wszystkie loty z powodu bankructwa.